# Léon Albert Hayon
Léon Albert Hayon, né le 16 novembre 1840 à Paris et mort le 28 août 1885 à Villeneuve-la-Guyard (Yonne), est un peintre français. 

## Biographie
Peintre de genre et de portrait, Léon Albert Hayon entre à l'École des beaux-arts de Paris le 8 avril 1858. Il y est l'élève de François-Édouard Picot, Isidore Pils et François-Léon Benouville,,.
Il obtient une médaille de 3e classe au Salon de 1883.

## Œuvres
- Blanchisseuses dans une rue de Paris, Autun, musée Rolin[5].
- Portrait de M. K…, Salon de 1866[2], localisation inconnue.
- Franciscains faisant de la musique, Salon de 1867[6], localisation inconnue.
- Young Woman at her Window, 1874, Glasgow, Kelvingrove Art Gallery and Museum[7].
- La Plumeuse de volaille, vers 1881, La Flèche, musée de La Flèche[8].
- La Journée faite, Salon de 1882[9], localisation inconnue.
- Le Retour du marché, Salon de 1883, Vendôme, musée de Vendôme[10].